# Psiloderces pulcher
Psiloderces pulcher là một loài nhện trong họ Ochyroceratidae. Loài này phân bố ở Borneo.